# Fabian Sommer
Fabian Sommer, auch Fabian Summer, (* 1533 in Karlsbad; † 1571 ebenda) war ein böhmischer Mediziner, der die erste umfassende Monographie über Karlsbad schrieb.

## Leben
Er war der älteste Sohn des Karlsbader Bürgermeisters Hans Sommer (Summer) und studierte ab 1553 an der Universität Leipzig. 1557 wechselte er an die Universität Wittenberg, wo er in Philosophie und Medizin promovierte. Danach unternahm er eine längere Studienreise nach Italien, wo er bereits an seinem Buch über Karlsbad zu arbeiten begann. Nach seiner Rückkehr ließ er sich als praktizierender Arzt in Wittenberg nieder. Während der Hauptsaison des Kurbetriebes reiste Fabian Sommer nach Karlsbad, wo er ebenfalls eine Arztpraxis zur Behandlung von Kurgästen betrieb. Als er Ende 1570 sein Buch in Karlsbad fertigstellen wollte, erkrankte er und starb zu Beginn des Jahres 1571 im Alter von 38 Jahren. Sein Werk gab nach seinem Tod sein Bruder Johann Sommer (Summer) in Leipzig in Latein unter dem Titel De inventione, descriptione, temperie, viribus, et inprimis usu thermarum D. Caroli IIII. imperatoris libellus brevis quidem, sed utilißimus heraus. In deutscher Sprache erschien es 1572 und es folgten noch zahlreiche spätere Auflagen.